# Aeroportul Dawson City
Aeroportul Dawson City (IATA: YDA, ICAO: CYDA) este un aeroport din Yukon, Canada ce deservește zona Dawson City. A fost numit după zona deservită.
Situat la o altitudine de 370 m, aeroportul dispune de 1 pistă.

## Infrastructură

### Piste
Aeroportul dispune de o singură pistă. Pista are orientarea 03/21. 